# Дърма
Дърма или Смъргец (на македонска литературна норма: Дрма, Смрѓец) е археологически обект от античния и средновековния (римски и византийски) период, намиращ се на територията на Северна Македония, край днешното село Бадар, община Ибрахимово.

## География
Намира се на няколко километра северозападно от село Бадар, югоизточно от Скопие.

## История
Въпреки че оригиналното име на римо-византийския град в местността Дърма не е засвидетелствано в археологическите находки, някои изследователи, базирайки се на името на близкото село Бадар, смятат, че това е Бедериана. Така в миналото грешно е идентифициран като споменатата от Прокопий Кесарийски крепост Бедeриана, родното място на император Юстин I.
Гореизложеното предположение, което се основава предимно на сходството на имената, е опровергано от допълнителни научни изследвания, които показват, че името на село Бадар възниква през периода на османското владичество, тъй като местността преди това се е наричала Румена лъка, а едва след турското завоевание се нарича Бехадир, от което произлиза съвременното име Бадар, което няма нищо общо с древното Бедeриана.
Според съвременни изследвания Бедериана се намира край днешен Ниш.

## Описание
В обекта е открита раннохристиянска базилика.

### Цитирана литература
- Ангеловски, Бошко. Спасова, Давча. Археолошкиот локалитет „Дрма“ - Бадер и проблемот на убикација на Бадеријана //  Balcanoslavica 47.   2018. с. 45-54.
- Микулчиќ, Иван. Уште еднаш за Таурисион и Бедериана //  Годишен зборник на Филозофскиот факултет 19.   1977. с. 83-106.
- Микулчиќ, Иван. Старо Скопје со околните тврдини.   Скопје, Македонска книга, 1982.
- Ristov, Kiro. Gradishte Taor: Late Antique Settlement and Fortress //  Folia archaeologica balkanica 3.   2015. p. 361-392. (на английски)
- Томовић, Гордана. На Романи Луце //  Историјски часопис 44 (1997).   1998. с. 89-101.
- Томовски, Томо. Таорско градиште (Taurisium-Bederiana-Justiniana Prima) //  Жива антика 17.   1967. с. 233-239.